# 쇼다이 나오야
쇼다이 나오야(일본어: 正代 直也 しょうだい なおや[*], 1991년 11월 5일~)는 구마모토현 우토시 출신으로, 토키츠카제베야 소속의 현역 오즈모 리키시이다. 본명을 시코나로 쓰고 있다. 키 182 cm, 몸무게 165 kg, 혈액형 A형이다. 주특기는 미기욧츠(右四つ), 요리(寄り)이다. 최고위는 히가시오오제키이다.